# 河間郡 (僑郡)
河間郡，中国東晉时设置的僑郡。

## 建置沿革
東晉時，在青州僑置河間郡（今山東省壽光市一帶），後屢省置。
宋孝武帝時，復置河間郡，屬冀州，領五僑縣：樂城、城平、武垣、阜城、中水。大明七年（463年），中水縣改屬廣川郡，廣川郡章武縣、勃海郡南皮縣改屬河間郡。
宋明帝泰始五年（469年），河間郡入北魏，改屬青州。北齊文宣帝天保七年（556年），廢河間郡。

## 人口
- 宋孝武帝大明八年（464年），河間郡有2781戶、17707口。[2]
- 東魏孝靜帝武定中（543年－550年），河間郡有5830戶、14818口。[3]

## 太守
- 蒯恩，晉安帝義熙六年（410年）前後在任。[5]
- 房伯玉，清河繹幕人，北魏獻文帝時在任。[6]
- 張安世，清河東武城人，北魏宣武帝時在任。[7]
- 蘇壽興，武邑人，北魏後期在任。[8]
- 苟資，代人，北魏後期在任。[9]